# Benedetta Pilato
Benedetta Pilato (ur. 18 stycznia 2005 w Tarencie) – włoska pływaczka specjalizująca się w stylu klasycznym, mistrzyni świata, mistrzyni Europy i rekordzistka świata.

## Kariera
W lipcu 2019 roku podczas mistrzostw świata w Gwangju na dystansie 50 m stylem klasycznym zdobyła srebrny medal, uzyskawszy czas 30,00.
Kilka miesięcy później na mistrzostwach Europy na krótkim basenie w Glasgow zwyciężyła w tej samej konkurencji, czasem 29,32 ustanawiając rekord świata juniorek. Na tych samych zawodach zajęła także drugie miejsce w sztafecie 4 × 50 m stylem zmiennym.
Podczas mistrzostw Europy w Budapeszcie 22 maja 2021 roku w półfinale 50 m stylem klasycznym czasem 29,30 pobiła rekord świata, a dzień później zwyciężyła w tej konkurencji z czasem 29,35.